# Attentat du palais de justice de Besançon
L'attentat du palais de justice de Besançon est une attaque à la bombe artisanale, survenue le 9 mai 1970 et visant le Palais de justice de Besançon. Elle a été perpétrée par deux hommes passés par l'OAS et l'UDR, dans un contexte de recrudescence des violences d'extrême-droite.

## Déroulement
Le 9 mai 1970 à 22h00, la place du Huit septembre est secouée par une violente explosion. Le Palais de justice de Besançon vient d'être la cible d'une attaque, à l'aide d'une bombe artisanale composée d'explosifs et de grenaille,,. Les dégâts sont impressionnants mais limités : seuls le porche, les baies vitrées, et la salle des pas perdus, en partie classés, sont sérieusement atteints. Si aucun blessé n'est à déplorer, un couple et son bébé ont échappé de peu à l'impact du dispositif. Le maire de l'époque, le socialiste Jean Minjoz, condamne immédiatement cet acte, alors que l'enquête commence. Plusieurs témoins indiquent avoir vu un homme jeter un engin à travers les grilles du bâtiment, avant de s'échapper grâce à un complice qui l’attendait dans un véhicule garé non loin. L'incident fut un temps attribué à l'extrême-gauche,,, mais deux individus sont finalement arrêtés le 14 mai suivant grâce au relevé de leur plaque d'immatriculation. Il s'agit d'anciens militaires, ouvriers de l'usine Rhodiacéta, l'un étant un ancien de l'OAS et l'autre membre de l'UDR,,,,,, agissant pour des motifs troubles de provocation possiblement liés au pouvoir à travers le SAC,,. L'opposition demande des comptes et tance les gaullistes, à l'image du député René Chazelle. Les suspects reconnaissent les faits, alors que des armes et munitions sont retrouvées en perquisition.